# Конјугација
Конјугација је промена глагола по временима и лицима. Облици глагола добијају се, за разлику од облика именских речи, од две основе — инфинитивне и презентске. Инфинитивна основа глагола који се завршавају на -ти добија се одбијањем наставка -ти. Основа глагола који се у инфинитиву завршавају наставком -ћи и -сти, добија се одбијањем наставка -ох, пошто се дати глагол стави у прво лице једнине аориста.